# Роуленд (Північна Кароліна)
Роуленд (англ. Rowland) — місто (англ. town) в США, в окрузі Робсон штату Північна Кароліна. Населення — 885 осіб (2020).

## Географія
Роуленд розташований за координатами 34°32′10″ пн. ш. 79°17′34″ зх. д. / 34.53611° пн. ш. 79.29278° зх. д. (34.536068, -79.292851).  За даними Бюро перепису населення США в 2010 році місто мало площу 2,73 км², уся площа — суходіл.

## Демографія
Згідно з переписом 2010 року, у місті мешкало 1037 осіб у 463 домогосподарствах у складі 281 родини. Густота населення становила 381 особа/км².  Було 535 помешкань (196/км²).
Расовий склад населення:
| - 70,3 % — чорних або афроамериканців - 21,0 % — білих - 6,4 % — корінних американців |

До двох чи більше рас належало 1,7 %. Частка іспаномовних становила 1,6 % від усіх жителів.
За віковим діапазоном населення розподілялося таким чином: 21,1 % — особи молодші 18 років, 57,5 % — особи у віці 18—64 років, 21,4 % — особи у віці 65 років та старші. Медіана віку мешканця становила 44,8 року. На 100 осіб жіночої статі у місті припадало 85,5 чоловіків;  на 100 жінок у віці від 18 років та старших — 79,0 чоловіків також старших 18 років.
Середній дохід на одне домашнє господарство  становив 36 288 доларів США (медіана — 21 298), а середній дохід на одну сім'ю — 47 367 доларів (медіана — 35 536). За межею бідності перебувало 36,2 % осіб, у тому числі 43,0 % дітей у віці до 18 років та 24,4 % осіб у віці 65 років та старших.
Цивільне працевлаштоване населення становило 342 особи. Основні галузі зайнятості: освіта, охорона здоров'я та соціальна допомога — 41,2 %, роздрібна торгівля — 19,3 %, виробництво — 6,7 %, науковці, спеціалісти, менеджери — 5,6 %.